# Square Alexandre-Ier-de-Yougoslavie
Le square Alexandre-Ier-de-Yougoslavie est un square du 16e arrondissement de Paris.

## Situation et accès
Le site est accessible par le 5, place de Colombie, au croisement avec l'avenue Louis-Barthou et le boulevard Lannes, au niveau de la porte de la Muette, en lisière du bois de Boulogne.
Le square est desservi par la ligne 9 à la station de métro La Muette et par la ligne C du RER à la gare de l'avenue Henri-Martin.

## Origine du nom
Il rend hommage au roi de Yougoslavie Alexandre Ier (1888-1934) qui a été successivement prince héritier de Serbie, puis du royaume des Serbes, Croates et Slovènes, régent de ces deux royaumes, et enfin roi du royaume des Serbes, Croates et Slovènes de 1921 à 1929 puis du royaume de Yougoslavie de 1929 à 1934.
Le roi Alexandre Ier est assassiné le 9 octobre 1934 à Marseille à l'occasion d'un voyage officiel en France. L'attentat est planifié par le mouvement terroriste croate Oustachis d'Ante Pavelić et par l’Organisation révolutionnaire intérieure macédonienne. Le ministre français des Affaires étrangères Louis Barthou qui accompagnait le souverain meurt également, touché par le tir accidentel d'un policier français.

## Historique
Il est orné d'un monument réalisé par Maxime Real del Sarte (1936), réalisé dans le contexte de l'amitié franco-serbe,.